# Proislandiana
Genre
Proislandiana est un genre d'araignées aranéomorphes de la famille des Linyphiidae.

## Distribution
Les espèces de ce genre se rencontrent en Russie, en Turquie et en Arménie.

## Liste des espèces
Selon World Spider Catalog (version 21.0, 18/03/2020) :
- Proislandiana beroni Dimitrov, 2020
- Proislandiana pallida (Kulczyński, 1908)

## Publication originale
- Tanasevitch, 1985 : A study of spiders (Aranei) of the polar Urals. Trudy zoologischeskii Institute Leningrad, vol. 139, p. 52-62.